# Sargantana vivípara
La sargantana vivípara (Zootoca vivipara) és una espècie de sauròpsid (rèptil) escatós de color brunenc que habita en gran part d'Europa i Àsia; a Espanya solament es troba en l'extrem nord, als Pirineus i zona propera al Mar Cantàbric.

## Morfologia
És un rèptil de mida petita, amb una longitud de cap i cos de 4,1 a 6,4 cm. Contant la mida de la cua, l'animal mesura entre 13 i 15 cm. La seva pell té escates dorsals granulars i el cos es bastant cilíndric. El seu cap és petit, curt i de forma cònica amb la punta del morro arrodonida. Les seves potes davanteres i les posteriors són relativament curtes i la seva cua relativament gruixuda.
Té el dors de color bru o bru-vermellós, de color uniforme, i pot tenir o no una línia vertebral de color negrós o marró fosc. En els mascles el ventre és de color groguenc, blanquinós o vermellós i més o menys pigmentat amb taques grisoses o negroses. Les femelles en canvi solen tenir colors més apagats i el seu ventre és de color més pàl·lid. Els exemplars joves tenen la zona del ventre amb una gran quantitat de taques de color gris fosc o pràcticament negres, amb un dibuix amb prou feines visible.

A vegades els individus d'ambdós sexes poden ser completament negres. A més a més de les diferències en el color del ventre, el mascle també es pot distingir de la femella pel seu cap molt més gran, el cos més prim i per la inflamació prominent a la base de la cua.

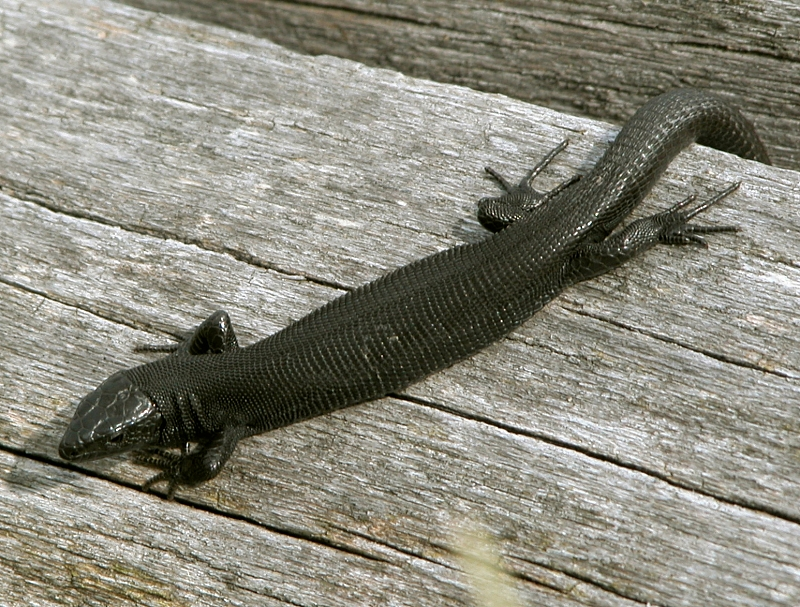
Un exemplar negre

## Distribució i hàbitat
Es pot trobar per gran part d'Europa i Àsia; des d'Escòcia i la Península Ibèrica a l'oest, fins a l'illa de Sakhalin i el nord de l'illa de Hokkaido, a l'extrem més oriental. Viu molt més al nord que qualsevol altra espècie de rèptil. Latitudinalment s'estén des del nord de la Península Ibèrica i Bulgària fins més al nord del Cercle Polar Àrtic.
Dins de la Península Ibèrica es troba en una estreta franja septentrional, des del nivell del mar fins als 2.400 metres d'altitud a la Serralada Cantàbrica, el País Basc, i els Pirineus. També es troben poblacions més aïllades al nord de Galícia i a les muntanyes del nord de Lleó.
En les parts meridionals de la seva distribució viu a altes elevacions, de fins a 3.000 metres.
Aquesta espècie sol habitar en gran varietat d'hàbitats, tot i que prefereix àrees obertes i assolellades. Tendeix a estar en zones seques, però també freqüenta bruguerars humits. També sol habitar matollars, penya-segats, parets de pedra seca i terraplens. A vegades se'l pot veure en zones de tundra.

## Reproducció
Aquesta espècie de rèptils té poblacions d'individus que són ovípars i altres que són ovovivípars. La maduresa sexual de l'espècie s'assoleix als 11 mesos. L'aparellament té lloc durant el mes d'abril aproximadament i durant el maig es produeix la ovulació. La gestació dura aproximadament uns 65 dies. Durant el juny es realitza la posta dels ous, habitualment entre 2 i 13. En les poblacions ovovivípars se sol fer només una posta al any, mentre que en les ovípares se'n pot produir una segona. Les poblacions ovípares es diferencien de les ovovivípares en varis aspectes, un d'ells és l'ou, que està cobert per una membrana amb closca apergaminada opaca en les ovípares, però només una fina membrana en les ovovivípares. Al néixer, les cries mesuren entre 18 i 21 mm.